# Șenilă

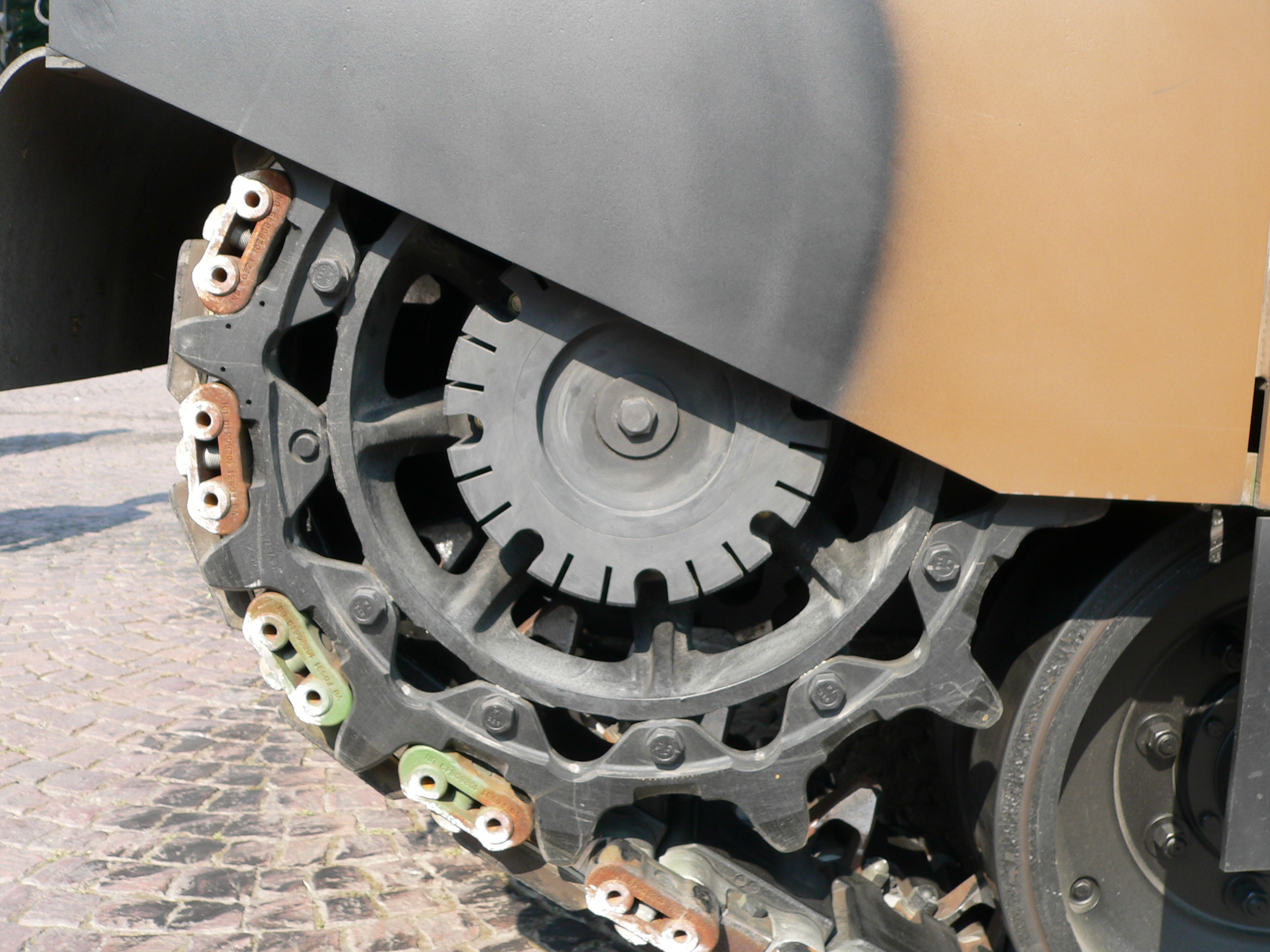
Partea din spate a şenilei tancului Leclerc.

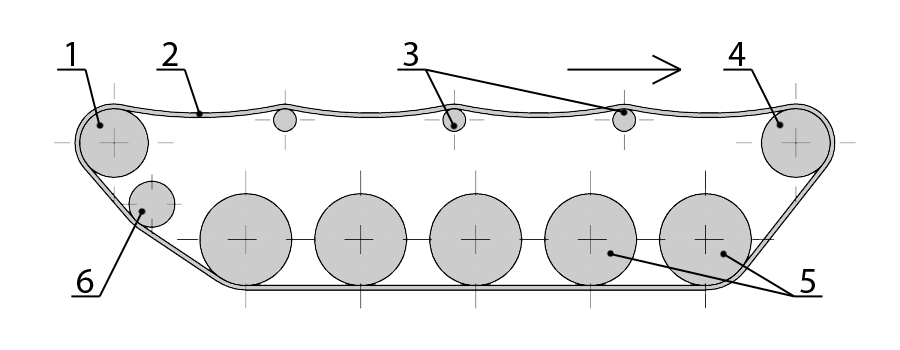
Diagrama unei șenile: 1=roata motoare spate, 2=șenilă, 3=role de susținere, 4=roata motoare față, 5=role de sprijinire, 6=rolă de întindere

Șenila este un organ de deplasare al unor autovehicule grele (tractoare, autocamioane, tancuri). Constă într-o bandă continuă închisă care se înfășoară pe o roată stelată motoare, ce permite mișcarea tancului sau a altui vehicul greu. Șenila este compusă din mai multe zale modulare (plăci de oțel prevăzute cu dinți de angrenare și cu pinteni care pătrund în sol, asamblate între ele prin buloane). Zalele îi asigură vehiculului o mai mare suprafață de contact și o mai mare aderență cu solul decât dacă ar fi avut roți, ceea ce îl face să poată fi folosit pe o mare diversitate de terenuri fără să se scufunde. De exemplu, presiunea pe sol ale roților unui autoturism obișnuit cu masa totală de două tone este aproximativ de 207 kPa, în timp ce tancul M1 Abrams cu o greutate de șaptezeci de tone exercită o presiune de 103 kPa.
ISTORIE
Un tractor Caterpillar a fost conceput în 1770 de Richard Edgeworth. Dar în Marea Britanie, Sir George Cayley a patentat o șenilă sub numele de "cale ferată universală". În 1837 un inventator rus, Dmitri Zagryazhsky, a proiectat un tip de vehicul cu segmente de deplasare mobilă și l-a brevetat în același an. Cu toate acestea, din cauza lipsei de fonduri nu a putut produce un prototip. Ca urmare, brevetul a expirat în 1839. La tractoarele cu abur s-a folosit o formă de șenilă, care a fost testată de alianța occidentală în timpul războiului Crimeii, în 1850. O șenilă eficientă a fost inventată și construită de Alvin Lombard, care a brevetat-o în 1901.